# Admiral of the fleet (Royal Navy)
Pour les articles homonymes, voir Amiral de la flotte.
Le grade d’admiral of the fleet (en français : « amiral de la flotte ») est le plus haut grade de la Royal Navy, la marine militaire du Royaume-Uni. Il équivaut à un grade OTAN de niveau 10.
Il est appelé autrefois Admiral of the Red, en rapport avec le Red Ensign que son navire arborait.
Le grade d’admiral of the fleet est, dans les forces armées britanniques, équivalent à celui d’un marshal of the Royal Air Force pour la Royal Air Force (l'Armée de l’air britannique) et à celui d’un field marshal pour la British Army (l’Armée de terre britannique).
Le grade d’admiral of the fleet est aussi utilisé dans d'autres marines.

## Liste
| Nommé        |      | Nom                              | Naissance | Décès |                                             |
| ------------ | ---- | -------------------------------- | --------- | ----- | ------------------------------------------- |
|              | 1690 | Edward Russel                    | 1652      | 1727  |                                             |
|              | 1696 | George Rooke                     | 1650      | 1709  | circa                                       |
| 13 janvier   | 1705 | Cloudesley Shovell               | 1650      | 1707  |                                             |
| 21 décembre  | 1708 | Stafford Fairborne               | 1666      | 1742  | circa                                       |
| 14 mars      | 1718 | George Byng                      | 1663      | 1733  |                                             |
| 20 février   | 1734 | John Norris                      | 1670      | 1749  |                                             |
| 1er juillet  | 1749 | Chaloner Ogle                    | 1681      | 1750  |                                             |
| 22 novembre  | 1751 | James Steuart                    | 1690      | 1757  |                                             |
| mars         | 1757 | George Clinton (en)              | 1686      | 1761  |                                             |
| 30 juillet   | 1761 | George Anson                     | 1697      | 1762  |                                             |
| 17 décembre  | 1762 | William Rowley                   | 1690      | 1768  | circa                                       |
| 15 janvier   | 1768 | Edward Hawke                     | 1705      | 1781  |                                             |
| 24 octobre   | 1781 | John Forbes                      | 1714      | 1796  |                                             |
| 12 mars      | 1796 | Richard Howe                     | 1726      | 1799  |                                             |
| 16 septembre | 1799 | Peter Parker                     | 1721      | 1811  |                                             |
| 24 décembre  | 1811 | Guillaume IV du Royaume-Uni      | 1765      | 1837  | à titre honoraire                           |
| 29 janvier   | 1820 | John Jervis                      | 1735      | 1823  | fait fonction à partir de mai 1814          |
| 28 juin      | 1830 | William Williams-Freeman         | 1742      | 1832  |                                             |
| 22 juillet   | 1830 | John James Gambier               | 1756      | 1833  |                                             |
| 22 juillet   | 1830 | Charles Pole                     | 1757      | 1830  |                                             |
| 24 avril     | 1833 | Charles Edmund Nugent            | 1759      | 1844  |                                             |
| 8 janvier    | 1844 | James Hawkins-Whitshed           | 1762      | 1849  |                                             |
| 9 novembre   | 1846 | George Martin                    | 1764      | 1847  |                                             |
| 13 octobre   | 1849 | Thomas Byam Martin               | 1773      | 1854  |                                             |
| 1er juillet  | 1851 | George Cockburn                  | 1772      | 1853  |                                             |
| 8 décembre   | 1857 | Charles Ogle (en)                | 1775      | 1858  |                                             |
| 25 juin      | 1858 | John West (en)                   | 1774      | 1862  |                                             |
| 20 mai       | 1862 | William Hall Gage                | 1777      | 1864  |                                             |
| 10 novembre  | 1862 | Graham Hamond (en)               | 1779      | 1862  |                                             |
| 27 avril     | 1863 | Francis Austen                   | 1774      | 1865  |                                             |
| 27 avril     | 1863 | William Parker                   | 1781      | 1866  |                                             |
| 11 janvier   | 1864 | Lucius Curtis (en)               | 1786      | 1869  |                                             |
| 12 septembre | 1865 | Thomas John Cochrane (en)        | 1789      | 1872  |                                             |
| 30 novembre  | 1866 | George Seymour                   | 1787      | 1870  |                                             |
| 30 janvier   | 1868 | James Gordon                     | 1782      | 1869  |                                             |
| 15 janvier   | 1869 | William Bowles                   | 1780      | 1869  |                                             |
| 3 juillet    | 1869 | George Sartorius                 | 1790      | 1885  |                                             |
| 21 janvier   | 1870 | Fairfax Moresby                  | 1786      | 1877  |                                             |
| 20 octobre   | 1872 | Houston Stewart                  | 1791      | 1875  |                                             |
| 22 janvier   | 1877 | Henry Codrington                 | 1808      | 1877  |                                             |
| 5 août       | 1877 | Henry Keppel                     | 1809      | 1904  |                                             |
| 11 décembre  | 1877 | Provo Wallis                     | 1791      | 1892  |                                             |
| 27 décembre  | 1877 | Thomas Maitland                  | 1803      | 1878  |                                             |
| 27 décembre  | 1877 | Rodney Mundy                     | 1805      | 1884  |                                             |
| 15 juin      | 1879 | James Hope                       | 1808      | 1881  |                                             |
| 15 juillet   | 1879 | Thomas Symonds                   | 1813      | 1894  |                                             |
| 10 juin      | 1881 | Alexander Milne                  | 1806      | 1896  |                                             |
| 1er décembre | 1881 | Charles Elliot                   | 1818      | 1895  |                                             |
| 29 avril     | 1885 | Alfred Phillips Ryder            | 1820      | 1888  |                                             |
| 18 juillet   | 1887 | Édouard VII                      | 1841      | 1910  | honoraire                                   |
| 1er mai      | 1888 | Geoffrey Hornby                  | 1825      | 1895  |                                             |
| 8 décembre   | 1888 | John Hay                         | 1827      | 1916  |                                             |
| 2 août       | 1889 | Guillaume II d'Allemagne         | 1859      | 1941  | honoraire                                   |
| 13 février   | 1892 | John Edmund Commerell            | 1829      | 1901  |                                             |
| 3 juin       | 1893 | Alfred Ier de Saxe-Cobourg-Gotha | 1844      | 1900  |                                             |
| 20 février   | 1895 | Richard Meade                    | 1832      | 1907  |                                             |
| 23 août      | 1897 | Algernon Lyons                   | 1833      | 1908  |                                             |
| 29 novembre  | 1898 | Frederick Richards               | 1833      | 1912  |                                             |
| 13 janvier   | 1899 | Nowell Salmon                    | 1835      | 1912  |                                             |
| 3 octobre    | 1902 | James Erskine                    | 1838      | 1911  |                                             |
| 30 août      | 1903 | Charles Hotham                   | 1843      | 1925  |                                             |
| 16 juin      | 1904 | Lord Walter Kerr                 | 1839      | 1927  |                                             |
| 20 février   | 1905 | Edward Hobart Seymour            | 1840      | 1929  |                                             |
| 5 décembre   | 1905 | John Arbuthnot Fisher            | 1841      | 1920  |                                             |
| 1er mars     | 1907 | Arthur Wilson                    | 1842      | 1921  |                                             |
| 11 juin      | 1908 | Nicolas II de Russie             | 1868      | 1918  | honoraire                                   |
| 2 décembre   | 1908 | Gerard Noel                      | 1845      | 1918  |                                             |
| 27 janvier   | 1910 | Henri de Prusse                  | 1862      | 1929  | honoraire                                   |
| 30 avril     | 1910 | Arthur Dalrymple Fanshawe        | 1847      | 1936  |                                             |
| 20 mars      | 1913 | William May                      | 1849      | 1930  |                                             |
| 5 mars       | 1915 | Hedworth Meux                    | 1856      | 1929  |                                             |
| 2 avril      | 1917 | George Callaghan                 | 1852      | 1920  |                                             |
| 3 avril      | 1919 | John Jellicoe                    | 1859      | 1935  |                                             |
| 3 avril      | 1919 | David Beatty                     | 1871      | 1936  |                                             |
| 31 juillet   | 1919 | Henry Jackson                    | 1855      | 1929  |                                             |
| 1er novembre | 1919 | Rosslyn Wemyss                   | 1864      | 1933  |                                             |
| 24 novembre  | 1920 | Cecil Burney                     | 1858      | 1929  |                                             |
| 5 juillet    | 1921 | Doveton Sturdee                  | 1859      | 1925  |                                             |
| 22 août      | 1921 | Louis Alexandre de Battenberg    | 1854      | 1921  |                                             |
| 31 juillet   | 1924 | Charles Madden                   | 1862      | 1935  |                                             |
| 8 mai        | 1925 | Somerset Gough-Calthorpe         | 1864      | 1937  |                                             |
| 24 novembre  | 1925 | John de Robeck                   | 1862      | 1928  |                                             |
| 21 janvier   | 1928 | Henry Oliver                     | 1865      | 1965  |                                             |
| 31 juillet   | 1929 | Osmond Brock                     | 1869      | 1947  |                                             |
| 8 mai        | 1930 | Roger John Brownlow Keyes        | 1872      | 1945  |                                             |
| 21 janvier   | 1933 | Frederick Field                  | 1871      | 1945  |                                             |
| 31 juillet   | 1934 | Reginald Tyrwhitt                | 1870      | 1951  |                                             |
| 8 mai        | 1935 | Ernle Chatfield                  | 1873      | 1967  |                                             |
| 21 janvier   | 1936 | Édouard VIII                     | 1894      | 1972  | honoraire                                   |
| 12 juillet   | 1936 | John Kelly                       | 1871      | 1936  |                                             |
| 11 décembre  | 1936 | George VI                        | 1894      | 1952  |                                             |
| 21 janvier   | 1938 | William Boyle                    | 1873      | 1967  |                                             |
| 7 juillet    | 1939 | Roger Backhouse                  | 1878      | 1939  |                                             |
| 31 juillet   | 1939 | Dudley Pound                     | 1877      | 1943  |                                             |
| 8 mai        | 1940 | Charles Forbes                   | 1880      | 1960  |                                             |
| 21 janvier   | 1943 | Andrew Cunningham                | 1883      | 1963  |                                             |
| 22 octobre   | 1943 | John Tovey                       | 1885      | 1971  |                                             |
| 8 mai        | 1945 | James Fownes Somerville          | 1882      | 1949  |                                             |
| 21 janvier   | 1948 | John Cunningham                  | 1885      | 1965  |                                             |
| 22 octobre   | 1948 | Bruce Fraser                     | 1888      | 1981  |                                             |
| 20 mars      | 1949 | Algernon Willis                  | 1889      | 1976  |                                             |
| 22 avril     | 1952 | Arthur Power                     | 1889      | 1960  |                                             |
| 1er juin     | 1952 | Philip Vian                      | 1894      | 1968  |                                             |
| 15 janvier   | 1953 | Philip Mountbatten               | 1921      | 2021  | honoraire                                   |
| 1er mai      | 1953 | Rhoderick McGrigor               | 1893      | 1959  |                                             |
| 22 avril     | 1955 | George Creasy                    | 1895      | 1972  |                                             |
| 22 octobre   | 1956 | Louis Mountbatten                | 1900      | 1979  | Chef d'État-Major de la Défense (1959–1965) |
| 29 août      | 1960 | Charles Lambe                    | 1900      | 1960  | promotion à titre posthume                  |
| 23 mai       | 1962 | Caspar John                      | 1903      | 1984  |                                             |
| 12 août      | 1968 | Varyl Begg                       | 1908      | 1995  |                                             |
| 30 juin      | 1970 | Michael Le Fanu                  | 1913      | 1970  |                                             |
| 12 mars      | 1971 | Peter Hill-Norton                | 1915      | 2004  | Chef d'État-Major de la Défense (1971–1973) |
| 1er mars     | 1974 | Michael Pollock                  | 1916      | 2006  | Premier Lord de la Mer                      |
| 9 février    | 1977 | Edward Ashmore                   | 1919      | 2016  | Chef d'État-Major de la Défense (1977)      |
| 6 juillet    | 1979 | Terence Lewin                    | 1920      | 1999  | Chef d'État-Major de la Défense (1979–1982) |
| 1er décembre | 1982 | Henry Leach                      | 1923      | 2011  | Premier Lord de la Mer                      |
| 2 août       | 1985 | John Fieldhouse                  | 1928      | 1992  | Chef d'État-Major de la Défense (1985–1988) |
| 12 avril     | 1988 | Olav V de Norvège                | 1903      | 1991  | honoraire                                   |
| 25 mai       | 1989 | William Staveley                 | 1928      | 1997  | Premier Lord de la Mer                      |
| 2 mars       | 1992 | Julian Oswald                    | 1933      | 2011  | Premier Lord de la Mer                      |
| 10 juillet   | 1995 | Benjamin Bathurst (en)           | 1936      |       | Premier Lord de la Mer                      |
| 16 juin      | 2012 | Charles de Galles                | 1948      |       | honoraire                                   |
| 13 juin      | 2014 | Michael Boyce                    | 1943      | 2022  | honoraire                                   |

### Sources
- (en) Cet article est partiellement ou en totalité issu de l’article de Wikipédia en anglais intitulé « Admiral of the Fleet (Royal Navy) » (voir la liste des auteurs).